# Вернер, Евгений Валерианович
Евгений Валерианович Вернер (4 (16) октября 1843 — 29 декабря 1907 (11 января 1908)) — русский химик, профессор Томского университета, статский советник (1894).

## Биография
Евгений Вернер родился 4 (16) октября 1843 года в городе Хотин Бессарабской губернии в дворянской семье. В 1862 году окончил курс в Новгородском кадетском корпусе и в чине прапорщика отправился на службу в Симбирск, а затем в Пермь, но в 1864 году по болезни вышел в отставку.
В 1866 году поступил вольнослушателем на физико-математический факультет Новороссийского (Одесского) университета. В 1869 году окончил университет со степенью кандидата естественных наук. В университете его преподавателями по химии были профессора А. А. Вериго и Н. Н. Соколов. Е. В. Вернер остался работать в университете лаборантом и занимался преподававшем физики, химии, космографии и математики в средних учебных заведениях Одессы. С 1882 по 1886 год был в заграничной командировке, занимался работами по термохимии в лаборатории М. Бертло в Коллеж де Франс, и в Политехнической школе в лаборатории Гримо.  В 1891 году переехал в Кронштадт, где преподавал химию в Минном офицерском классе.
В 1893 году был назначен профессором химии в Томский университет. В 1894 году защитил в Казанском университете докторскую диссертацию «Влияние различных радикалов на замещение водорода в углеродистых соединениях». В 1903 году оставил преподавательскую деятельности и вышел на пенсию.
Е. В. Вернер занимался исследованиями в области термохимии. Изучал вопросы изомерии, гомологии и галоидной субституции с термохимической точки зрения.

## Награды
- Орден Святой Анны II степени (1902)
- Орден Святого Станислава II степени (1896)
- Орден Святого Анны III степени (1890)
- Медаль «В память царствования императора Александра III»

## Сочинения
- «Recherches sur les phenols bromes» (1884 г.).
- «Noote sur les acides phenolsulfurigues» (1886 г.).
- «Термическое изучение замещения водорода бромом в ароматических соединениях» (1886 г.) и др.
- Влияние различных радикалов по замещению водородов в углеродистых соединениях. СПб., 1893.
- Анализ вод оз. Шира // Приложение к протоколам Омского медицинского общества. Омск, 1901. № 3.